# Голіцин Олександр Михайлович (фельдмаршал)
Олександр Михайлович Голіцин (18 (29) листопада 1718, Або, Велике герцогство Фінляндське — 8 (19) жовтня 1783, Санкт-Петербург, Російська імперія) — російський генерал-фельдмаршал (1769) із роду Голіциних, князь. Син генерал-фельдмаршала князя М. М. Голіцина.

## Біографія

### Початок кар'єри
Син фельдмаршала Михайла Голіцина і княжни Тетяни Куракіної. В дитячі роки був записаний у гвардію. Учасник Війни за польську спадщину. Із 1740 року — капітан. Із 1744 року — камергер великого князя Петра Федоровича, тоді ж зблизився з майбутньою імператрицею Катериною II. У 1748—1757 роках — російський посол у Гамбурзі. Дипломатична кар'єра у Голіцина не склалася і він повернувся в Росію на військову службу.

### Семирічна війна
Під час Семирічної війни командував дивізією і корпусом. Брав участь у битвах під Цорндорфом, Пальцигом і Кунерсдорфом. У битві під Кунерсдорфом був поранений, але поля бою не залишив і зіграв велику роль у перемозі російсько-австрійської армії. За цю перемогу був нагороджений орденом Святого Олександра Невського і отримав військове звання генерал-аншефа.

### Російсько-турецька війна
У 1762 році брав участь у палацовому перевороті, який привів до влади Катерину II. Після цього став генерал-ад'ютантом імператриці. Брав участь у роботі Законодавчої комісії 1767 року.
На початку російсько-турецької війни 1768—1774 років командував 1-ю російською армією. У 1769 році розбив турецькі війська і захопив фортецю Хотин. За цю перемогу Голіцин отримав звання генерал-фельдмаршала і почесну шпагу з алмазами, а Рязанський 93-й піхотний полк отримав його ім'я. Але через повільність у бойових діях Голіцин був замінений на посаді командувача армії на свого зятя Румянцева і був відізваний у Санкт-Петербург.

### Санкт-Петербурзький генерал-губернатор
Із 1772 року — генерал-ад'ютант, із 1774 року — сенатор. У 1776—1783 роках командував Ліфляндською і Санкт-Петербурзькою дивізіями. У 1775 і в 1780—1783 роках — Санкт-Петербурзький генерал-губернатор.
Був одружений з Дарією Олексіївною Гагаріною, дітей у шлюбі не було.

## Військові звання
- Генерал-поручник (1744)
- Генерал-аншеф (1759)
- Генерал-фельдмаршал (1769)

## Нагороди
- Орден Андрія Первозванного
- Орден Святого Володимира 1-го ступеня
- Орден Святого Олександра Невського
- Почесна зброя